# Karel Risinger
Karel Risinger (18. června 1920 Praha – 11. srpna 2008 tamtéž) byl český hudební skladatel a muzikolog.

## Život
Po maturitě na reálném gymnáziu v roce 1939 začal studovat hudební vědu na Karlově univerzitě. Po uzavření vysokých škol německými okupanty musel studium přerušit. Studia dokončil po válce. Hudbu studoval nejprve soukromě. Od roku 1937 byl žákem Jaroslava Řídkého. Za okupace studoval na Pražské konzervatoři skladbu u Jaroslava Křičky a čtvrtónové oddělení Aloise Háby.
Po dokončení studia učil na Hudební Akademie múzických umění hudební teorii. Později přešel na Filozofickou fakultu Univerzity Karlovy a pracoval v Ústavu pro hudební vědu při Československé akademii věd. Věnoval se problematice hudební teorie s důrazem na hudbu 20. století.

## Dílo

### Komorní skladby
- 1. smyčcový kvartet (1942)
- Loutková suita pro klarinet a klavír (1943)
- Nonet (1943)
- Capriccio pro klavír (1943)
- Sonatina pro klavír (1943)
- Šest miniatur pro housle a klavír (1945)
- 2. smyčcový kvartet (1946)
- Klavírní sonáta (1946)
- Fuga (varhany, 1947)
- Sonatina pro hoboj a klavír (1949)
- Serenáda pro noneto (1952)
- Fantasie pro varhany (1954)
- Andante con variazioni a Rondo pro housle a klavír (1954)
- Divertimento pro dechové okteto (1954)
- 3. smyčcový kvartet (1955)
- Concertino pro klarinet a klavír

### Orchestrální skladby
- Píseň míru (1950)
- Dramatická ouvertura (1949)
- Koncertní ouvertura(1952)
- Koncert pro housle a orchestr (1953)
- Serenáda pro komorní orchestr (1954)
- Symfonie (1961)

### Vokální díla
- Mše pro sbor orchestr a varhany (1944)
- Lilie (kantáta podle Karla Jaromíra Erbena, 1944)
- Pašije podle Matouše (1950)
- Čertův švagr (opera podle Boženy Němcové, 1952)
- Popelka (opera, 1955)
- Dívka a smrt (kantáta podle Maxima Gorkého, 1961)
- Několik písní a písňových cyklů.

Komponoval rovněž scénickou hudbu pro divadlo.

### Odborné publikace
- Přehledná nauka o harmonii (vysokoškolské skriptum). Státní pedagogické nakladatelství, Praha 1955.
- Nástin obecného hudebního funkčního systému rozšířené tonality. Knižnice Hudebních rozhledů, Praha 1957.
- Základní harmonické funkce v soudobé hudbě. SNKLHU, knižnice Hudební rozpravy, Praha 1958.
- O povaze hudební teorie (její předmět, vztah k ostatním vědám a k hudbě). Hudební věda 1961, č. I. Hudební věda 1962, č. III.–IV., str. 83–90.
- Problém konsonance a disonance v soudobé hudbě. Sborník Leoš Janáček a soudobá hudba, str. 261–263, Panton, Praha 1963.
- Vůdčí osobnosti české moderní hudební teorie. Knižnice Hudební rozpravy, SHV, Praha 1963.
- Vývoj českých harmonických systémů po roce 1948. Hudební věda 1964, č. 1, str. 44–85.
- Zahuštěné akordy a otázka konsonance a disonance v soudobé hudbě. Hudební věda 1965, č. 4.
- Hierarchie v hudební formě a tektonice. Hudební věda 1966, č. 1, 2, 3.
- Atonalita a dodekafonie. Hudební věda 1968, č. 4 (výňatek z knihy Nauka o harmonii XX. století).
- Hierarchie hudebních celků v novodobé evropské hudbě. Panton, Praha 1969.
- Příspěvek ke znakům konsonance a disonance v novodobé evropské hudbě. Hudební věda 1970, č. 1.
- Intervalový mikrokosmos. Knižnice Hudební rozpravy, Supraphon, Praha 1971.
- K otázce časového rozsahu skladeb. Hudební věda 1971, č. 2.
- Předmět a místo hudební teorie v systematice současné hudební vědy. Musikologica slovacca, č. IV., Bratislava 1973, str. 213–217.
- Metodika výuky evropské harmonie XX. století. Živá hudba 1973, č. 1.
- Nauka o harmonii XX. století. Supraphon, Praha 1978.
- Nauka o kontrapunktu XX. století.
- K současnému pojetí tonality. In: Současná hranice tonality, str. 13–38, Panton, Praha 1974.
- Modelování aleatoriky (Příspěvek k teoretickým možnostem aleatoriky v oblasti relací tónových výšek). Živá hudba VII, 1980
- K metodě výuky instrumentálního kontrapunktu. In: Sborník referátů z HT semináře "K metodě a praxi výuky hudebně teoretických disciplin". SČSKU, Praha 1980.
- Česká hudební teorie mezi léty 1945–1975. Živá hudba VIII, Praha 1983.
- K jedné teorii opery. Živá hudba X. Praha 1989.
- Metodika výuky evropského kontrapunktu XX. století. Živá hudba 1976.
- Variace v Ariettě z op. 111 L. van Beethovena. In: Sborník referátů z HT semináře "Hudební formy v analytickém pohledu". SČSKU, Praha 1978.
- Tektonické struktury v hudbě a jejich vztah k tradičním hudebním formám. In: Sborník referátů z HT semináře "K systematice tektonických struktur a hudebních forem". SČSKU, Praha 1982.
- Ke Smetanově polyfonii a tektonice. In: Sborník referátů z HT seminářů, pořádaných SČSKU v letech 1984–85.
- K dnešnímu pojetí konsonance. In: Sborník referátů z HT seminářů, pořádaných SČSKU v letech 1984–85.
- Metodika praktické výuky evropské tektoniky XX. století. Živá hudba IX, Praha 1986.
- Nauka o hudební tektonice XX. století. AMU, Praha